# Лефортово (станція метро)
55°45′52″ пн. ш. 37°42′10″ сх. д. / 55.76444° пн. ш. 37.70278° сх. д.
Лефортово (рос. Лефортово) — проміжна станція Великої кільцевої лінії Московського метрополітену. Розташована у районі Лефортово (ПдСАО), за яким і названа. З моменту відкриття і по 16 лютого 2023 станція функціонувала в складі Некрасовської лінії
. 
Відкрита 27 березня 2020 у складі черги Лефортово — Косино.

## Конструкція
Колонна двопрогінна мілкого закладення (глибина закладення — 16,6 м, 23 мабо 26) з однією прямою острівною платформою.

## Колійний розвиток
Станція з колійним розвитком — 3-стрілочний оборотний тупик з боку станції «Електрозаводська».

## Виходи
- На Солдатську та Наличну вулиці.
- До зупинних пунктів громадського транспорту.

## Пересадки
- Автобуси: 730;
- Трамвай: 32, 46

## Оздоблення
Інтер'єри станції стилізовані під старовинні гравюри XVII-XVIII століть.
При оздоблені станції використані білий мармур, світло-сірий граніт, фібробетон і алюмінієві панелі. Стіни вестибюля прикрашені чорно-білим декоративним панно, на якому зображена будівля Лефортовського палацу, що відбивається у водній гладіні річки Яузи.
Першому власнику палацу — Францу Лефорту — присвячена художня композиція у касовому залі, а саме: геральдичні символи фамільного герба Лефортів — слон і лицарський шолом. Діаметр зображення близько п'яти метрів. Картина розташована у стельовій ніші з вбудованими світильниками.

## Послуги
| Попередня станція | Лінія | Лінія                 | Лінія | Наступна станція |
| ----------------- | ----- | --------------------- | ----- | ---------------- |
| Авіамоторна       |       | Велика кільцева лінія |       | Електрозаводська |